# Systematyka gleb
Systematyka gleb – klasyfikacja jednostek taksonomicznych gleb w oparciu o określone kryterium, najczęściej użytkowe lub przyrodnicze, w zależności od celu przeznaczenia.
Klasyfikacje przyrodnicze dokonują podziału gleb ze względu na kryteria genetyczne, tzn. według sposobu powstania danej gleby i tworzących nią procesów glebotwórczych. Przykładami są kolejne systematyki gleb Polski Polskiego Towarzystwa Gleboznawczego (w tym obecnie obowiązująca systematyka z 2019 roku), klasyfikacja gleb leśnych Polski oraz międzynarodowa systematyka gleb WRB.
Klasyfikacje użytkowe (stosowane) dokonują podziału gleb ze względu na określone cechy istotne z punktu widzenia celu powstania klasyfikacji. Przykładami są klasyfikacje gleb opisujące rolniczą produktywność gruntów (w Polsce są to: gleboznawcza klasyfikacja gruntów oraz podział na kompleksy przydatności rolniczej gleb), albo podział gruntów ze względu na odczyn gleby.
Powszechnie stosowaną na świecie, mającą obok systematyki gleb WRB status systematyki międzynarodowej, klasyfikacją opracowaną w oparciu o cechy diagnostyczne (nie koniecznie tożsame z kryteriami genetycznymi) jest amerykańska systematyka USDA Soil Taxonomy.

## Systematyka gleb Polski
Szóste wydanie systematyki gleb Polski według PTG jest obowiązującą na obszarze Polski od 2019 r. systematyką gleb.
Ma ona hierarchiczną budowę dla jednostek na wyższym poziomie podziału (rzędy, typy i podtypy). Podstawową jednostką klasyfikacyjną gleb obejmującą gleby o takim samym układzie poziomów glebowych i zbliżonych właściwościach fizycznych, chemicznych i biologicznych jest typ gleby. Dodatkowe, niehierarchiczne jednostki na niższym poziomie podziału to odmiany, rodzaje (geologia) i gatunki gleb (uziarnienie).
- Rząd 1. Gleby słabo ukształtowane
  - Typ 1.1. Gleby inicjalne
  - Typ 1.2. Rankery
  - Typ 1.3. Rędziny właściwe
  - Typ 1.4. Mady właściwe
  - Typ 1.5. Gleby deluwialne właściwe
  - Typ 1.6. Arenosole
  - Typ 1.7. Regosole

- Rząd 2. Gleby brunatnoziemne
  - Typ 2.1. Gleby brunatne
  - Typ 2.2. Rędziny brunatne
  - Typ 2.3. Mady brunatne
  - Typ 2.4. Gleby ochrowe
  - Typ 2.5. Gleby rdzawe

- Rząd 3. Gleby bielicoziemne
  - Typ 3.1. Gleby bielicowe

- Rząd 4. Gleby płowoziemne
  - Typ 4.1. Gleby płowe

- Rząd 5. Gleby czarnoziemne
  - Typ 5.1. Czarnoziemy
  - Typ 5.2. Czarne ziemie
  - Typ 5.3. Rędziny czarnoziemne
  - Typ 5.4. Mady czarnoziemne
  - Typ 5.5. Gleby deluwialne czarnoziemne
  - Typ 5.6. Gleby murszowate
  - Typ 5.7. Gleby szare

- Rząd 6. Gleby pęczniejące
  - Typ 6.1. Wertisole

- Rząd 7. Gleby glejoziemne
  - Typ 7.1. Gleby gruntowo-glejowe
  - Typ 7.2. Gleby opadowo-glejowe

- Rząd 8. Gleby organiczne
  - Typ 8.1. Gleby torfowe
  - Typ 8.2. Gleby limnowe
  - Typ 8.3. Gleby murszowe
  - Typ 8.4. Gleby ściółkowe

- Rząd 9. Gleby antropogeniczne
  - Typ 9.1. Gleby kulturoziemne
  - Typ 9.2. Gleby technogeniczne

## Klasyfikacja gleb według międzynarodowego systemu WRB
Klasyfikacja WRB - World Reference Base for Soil Resources - jest obecnie międzynarodowym standardem systematyki i nomenklatury gleb. Po raz pierwszy została wydana w roku 1998. Zgodnie z przyjętym założeniem, że aktualizacje systematyki gleb FAO będą robione co 8 lat, w 2006 r., 2014 r. oraz 2022 r. opublikowane zostały kolejne wersje. Klasyfikacja ta jest uznawana za oficjalną przez Międzynarodową Unię Towarzystw Gleboznawczych (International Union of Soil Sciences - IUSS) oraz FAO. W klasyfikacji WRB wydziela się 32 główne grupy glebowe, które w pewnym przybliżeniu można traktować jako odpowiedniki rodzajów w klasyfikacji Polskiego Towarzystwa Gleboznawczego. Grupy dzieli się na jednostki niższego rzędu.
Klasyfikacja WRB
| Grupa gleb  | Charakterystyka                                                                                         | Niektóre odpowiedniki regionalne                                                                                            |
| ----------- | --- | --- |
| Histosols   | miąższe poziomy organiczne                                                                              | gleby bagienne, gleby torfowe, gleby organiczne                                                                             |
| Anthrosols  | po długiej, intensywnej uprawie rolnej                                                                  | gleby antropogeniczne, gleby kulturoziemne                                                                                  |
| Technosols  | z dużą ilością antropogenicznych artefaktów                                                             | gleby antropogeniczne, gleby industrioziemne                                                                                |
| Cryosols    | z wieloletnią zmarzliną                                                                                 | gleby poligonalne i strukturalne, gleby marzłociowe                                                                         |
| Leptosols   | płytkie gleby inicjalne i słabo wykształcone ze skał litych                                             | litosole, rankery, rędziny                                                                                                  |
| Solonetz    | dużo wymiennego Na w kompleksie sorbcyjnym                                                              | sołońce, sołodzie |
| Vertisols   | bogate w pęczniejące iły, naprzemienne kurczenie i pęcznienie                                           | vertisole, smolnice, smonice, regury, tirsy                                                                                 |
| Solonchaks  | wysokie stężenie soli rozpuszczalnych                                                                   | sołonczaki |
| Gleysols    | wilgotne lub zalane z procesami redukcji (oglejenie)                                                    | gleby glejowe |
| Andosols    | gleby wytworzone z pyłów i popiołów wulkanicznych, zawierają allofany i kompleksy glinowo-próchniczne   | gleby wulkaniczne, andosole                                                                                                 |
| Podzols     | iluwialne nagromadzenie związków Fe i próchnicy                                                         | bielice, gleby bielicowe, gleby glejo-bielicoziemne                                                                         |
| Plinthosols | akumulacja Fe                                                                                           | gleby laterytowe |
| Planosols   | stagnacja wody na cięższym materiale                                                                    | gleby stagnoglejowe, pseudoglejowe                                                                                          |
| Stagnosols  | stagnacja wody na materiale o innej strukturze                                                          | gleby stagnoglejowe, pseudoglejowe                                                                                          |
| Nitisols    | strukturalne, minerały ilaste o niskiej aktywności, silnie związany fosfor                              | czerwone gleby ferralitowe                                                                                                  |
| Ferralsols  | dominacja kaolinitu i tlenków Fe i Al                                                                   | czerwonożółte gleby ferralitowe                                                                                             |
| Chernozems  | czarny, miąższy poziom próchniczny, wtórne węglany                                                      | czarnoziemy |
| Kastanozems | ciemny poziom próchniczny, wtórne węglany                                                               | gleby kasztanowe |
| Phaeozems   | ciemny poziom próchniczny, brak węglanów                                                                | bruniziemy (czarnoziemne gleby prerii), niektóre czarne ziemie, zdegradowane czarnoziemy, szare gleby leśne                 |
| Umbrisols   | ciemny poziom próchniczny, niskie wysycenie kompleksu sorpcyjnego zasadami                              | zdegradowane czarnoziemy, zdegradowane czarne ziemie                                                                        |
| Durisols    | scementowane wtórną krzemionką                                                                          | gleby w rejonach semiaridowych zawierające wytrącenia wtórnej krzemionki w postaci konkrecji lub nieprzepuszczalnych warstw |
| Gypsisols   | akumulacja wtórnych gipsów                                                                              | buroziemy lub gleby szarobure z poziomem akumulacji gipsu                                                                   |
| Calcisols   | akumulacja wtórnych węglanów                                                                            | gleby z poziomem akumulacji węglanu wapnia, głównie półpustynne i pustynne                                                  |
| Retisols    | biały materiał (albic) na poziomie wmycia iłu                                                           | gleby płowe bielicowe, gleby płowe opadowo-gljowe, gleby płowe zaciekowe                                                    |
| Acrisols    | minerały ilaste o niskiej aktywności, niskie wysycenie kompleksu sorpcyjnego zasadami                   | żółtoziemy i czerwonoziemy                                                                                                  |
| Lixisols    | minerały ilaste o niskiej aktywności, wysokie wysycenie kompleksu sorpcyjnego zasadami                  | gleby cynamonoczerwone i czerwonobure                                                                                       |
| Alisols     | minerały ilaste o wysokiej aktywności, niskie wysycenie kompleksu sorpcyjnego zasadami, dużo wolnego Al | gleby alitowe |
| Luvisols    | minerały ilaste o wysokiej aktywności, wysokie wysycenie kompleksu sorpcyjnego zasadami                 | gleby płowe |
| Cambisols   | gleby średnio ukształtowane, z poziomem wietrzeniowym                                                   | gleby brunatne, brunisole, gleby cynamonowe                                                                                 |
| Fluvisols   | warstwowane osady rzeczne, morskie lub jeziorne                                                         | mady, gleby aluwialne, gleby napływowe                                                                                      |
| Arenosols   | piaszczyste, bez wykształconych poziomów diagnostycznych                                                | arenosole |
| Regosols    | gleby inicjalne i słaboukształtowane na nieskonsolidowanym podłożu                                      | regosole |

## Soil Taxonomy
Amerykańska klasyfikacja gleb opracowana przez Departament Rolnictwa Stanów Zjednoczonych (USDA) jest, oprócz międzynarodowej klasyfikacji gleb WRB, najczęściej stosowaną klasyfikacją na świecie. Jako pierwsza (od 1960 r.) zastosowała ona dzielenie gleb na podstawie poziomów diagnostycznych, które charakteryzują się ściśle określonymi przedziałami wskaźników analitycznych. Mimo iż jest to system sztuczny, z powodzeniem jest wykorzystywany w wielu krajach świata. Wszystkie gleby świata zostały podzielone na 12 rzędów (orders), które dzielą się na jednostki niższego rzędu.

USDA Soil Taxonomy:
| Rząd gleb   | Charakterystyka | Niektóre odpowiedniki regionalne                                                                         |
| ----------- | --- | --- |
| Alfisols    | gleby z poziomem argillic, fragipan lub kandic; stopień wysycenia kompleksu sorpcyjnego kationami zasadowymi ≥35%; powstają w klimacie umiarkowanym                        | gleby płowe, szare gleby leśne, gleby opadowo-glejowe, niektóre sołodzie                                 |
| Andisols    | gleby wytworzone z popiołów i pyłów wulkanicznych; z właściwościami andic                                                                                                  | gleby wulkaniczne (andosole)                                                                             |
| Aridisols   | gleby z poziomami salic, natric, calcic, gypsic, argillic; powstają na pustyniach lub półpustyniach                                                                        | gleby pustynne, sołonczaki, sołońce, buroziemy, gleby szarobure                                          |
| Entisols    | młode gleby bez poziomów diagnostycznych | gleby inicjalne i gleby słabo ukształtowane                                                              |
| Gelisols    | gleby z wieloletnią zmarzliną nie głębiej niż 1 m lub nie głębiej niż 2 m i z materiałem gelic nie głębiej niż 1 m                                                         | gleby polarne, gleby poligonalne, gleby kriogeniczne, marzłociowe gleby tajgi                            |
| Histosols   | zbudowane z materiału organicznego | gleby organiczne, gleby torfowe, gleby murszowe                                                          |
| Inceptisols | głównie gleby z poziomem cambic | gleby brunatne, mady i rędziny brunatne, gleby rdzawe, niektóre gleby tundrowe lub gleby antropogeniczne |
| Mollisols   | gleby z poziomem mollic; zasobne w próchnicę, głównie gleby stepów i prerii; wysycenie kompleksu sorpcyjnego kationami zasadowymi >50%                                     | czarnoziemy, czarne ziemie, rędziny i mady czarnoziemne, gleby kasztanowe, bruniziemy, rubroziemy        |
| Oxisols     | gleby z poziomem oxic; bardzo silnie zwietrzałe; występują w strefie międzyzwrotnikowej                                                                                    | latosole, gleby laterytowe, czerwone lub czerwonożółte gleby ferralitowe                                 |
| Spodosols   | gleby z poziomem spodic; zwykle piaszczyste i bardzo kwaśne | bielice, gleby bielicowe, glejobielice, gleby glejobielicowe                                             |
| Ultisols    | gleby z poziomem kandic lub argillic; podobne do alfisoli lecz stopień wysycenia kompleksu sorpcyjnego kationami zasadowymi <35%; występują w ciepłym lub gorącym klimacie | czerwonoziemy, żółtoziemy, niektóre rubroziemy, gleby czerwone, gleby czerwonożółte                      |
| Vertisols   | gleby wytworzone z pęczniejących iłów, z mikrorzeźbą gilgai, szczelinami i powierzchniami ślizgu                                                                           | vertisole, smolnice, regury, tirsy, grumusole                                                            |

## Tradycyjny podział gleb  w ujęciu geograficzno-genetycznym
Gleby strefowe
- gleby arktyczne
  - gleby poligonalne
  - gleby kriogeniczne
- gleby tundrowe
  - Gleby glejowe
- gleby tajgi
  - marzłociowe gleby tajgi
  - podbury
  - gleby glejowo-bielicowe
- gleby bielicowe i bielice
- gleby płowe
- gleby rdzawe
- gleby brunatne
- czarnoziemne gleby prerii (bruniziemy)
- szare gleby leśne
- czarnoziemy
- gleby kasztanowe
- żółtoziemy
- czerwonoziemy
- gleby żółtobrunatne
- rubroziemy (czerwonawoczarne gleby prerii subtropikalnych)
- gleby cynamonowe
  - gleby brązowe i gleby szarobrązowe
- gleby szarocynamonowe
- gleby pustynne
  - buroziemy
  - szarobure gleby pustynne
  - szaroziemy
  - czerwonawe buroziemy
- gleby ferralitowe (gleby laterytowe)
  - czerwonożółte gleby ferralitowe
  - czerwone gleby ferralitowe
- gleby cynamonowoczerwone
- gleby czerwonobure
- czarne gleby tropikalne

Gleby astrefowe i śródstrefowe
- takyry
- gleby wulkaniczne
- gleby mangrowe
- podbieły
- plaggosole
- heilutu

- gleby inicjalne i słabo wykształcone
- gleby górskie
- Gleby antropogeniczne
- Mady
- Czarne ziemie
- Rędziny

- Gleby słone
- Gleby bagienne[6][7]

## Literatura
- Saturnin Zawadzki (red): Gleboznawstwo. PWRiL, 1999. ISBN 83-09-01703-0. Brak numerów stron w książce
- Renata Bednarek, Helena Dziadowiec, Urszula Pokojska, Zbigniew Prusinkiewicz: Badania ekologiczno-gleboznawcze. Warszawa: PWN, 2005. ISBN 83-01-14216-2. Brak numerów stron w książce